# بخش کراسنوبورسکی
بخش کراسنوبورسکی (به لاتین: Krasnoborsky District) یک منطقهٔ مسکونی در روسیه است که در استان آرخانگلسک واقع شده‌است.